# Liste d'associations rwandaises
Cet article contient une liste des associations rwandaises.

## Liste des associations
- Ibuka (Souviens-toi) : association des rescapés du génocide, réputée proche du pouvoir rwandais[1].
- Avega : association des veuves du génocide.
- Fondation Kizito Mihigo pour la Paix : ONG rwandaise pour la promotion de la Paix et la Réconciliation après le génocide de 1994
- Coporwa : communauté des Potiers du Rwanda.
- INSEKO Y UMWANA : qui vient en aide à des enfants orphelins du SIDA